# Warren I. Lee

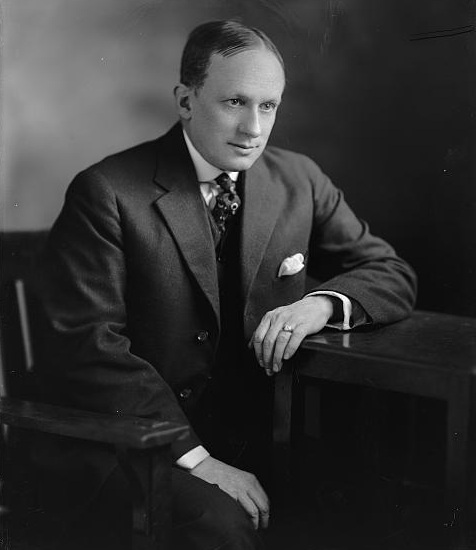
Warren I. Lee

Warren Isbell Lee (* 5. Februar 1876 in Bartlett, New York; † 25. Dezember 1955 in Brooklyn, New York) war ein US-amerikanischer Jurist und Politiker. Zwischen 1921 und 1923 vertrat er den Bundesstaat New York im US-Repräsentantenhaus.

## Werdegang
Warren Isbell Lee besuchte öffentliche Schulen. Er graduierte 1894 an der Colgate Academy in Hamilton, 1899 am Hamilton College in Clinton und 1901 an der New York Law School in New York City. Seine Zulassung als Anwalt erhielt er 1901 und begann dann in New York City zu praktizieren. Zwischen 1906 und 1910 sowie im Jahr 1920 saß er in der New York State Assembly. Er war zwischen 1912 und 1914 als stellvertretender Bezirksstaatsanwalt tätig. Dann ging er zwischen 1914 und 1917 einer Beschäftigung als First Deputy Comptroller in New York nach. Zwischen 1917 und 1919 war er einer von den Counsel in der Public Service Commission in New York. Politisch gehörte er der Republikanischen Partei an. Er nahm in den Jahren 1920, 1922, 1924 und 1927 an den Republican State Conventions teil. Daneben war er zwischen 1917 und 1921 Trustee am Hamilton College.
Bei den Kongresswahlen des Jahres 1920 wurde Lee im sechsten Wahlbezirk von New York in das US-Repräsentantenhaus in Washington, D.C. gewählt, wo er am 4. März 1921 die Nachfolge von Frederick W. Rowe antrat. Im Jahr 1922 erlitt er bei seiner Wiederwahlkandidatur eine Niederlage und schied nach dem 3. März 1923 aus dem Kongress aus.
Danach ging er wieder seine Tätigkeit als Anwalt nach. Lee war Direktor der Flatbush National Bank. Er verstarb am 25. Dezember 1955 in Brooklyn und wurde dann dort auf dem Green-Wood Cemetery beigesetzt.